# Plagideicta
Plagideicta is een geslacht van vlinders van de familie Uilen (Noctuidae), uit de onderfamilie Hadeninae.

## Soorten
- P. albonotota Hampson, 1893
- P. batesoni Holloway, 1976
- P. leprosa Hampson, 1897
- P. leprostica Hampson, 1906
- P. nubes Kobes, 1983
- P. rudolfi Kobes, 1983
- P. tayi Holloway, 1976
- P. turbata Walker